# Фанет (Тексас)
Фанет (енгл. Fannett) насељено је место без административног статуса у америчкој савезној држави Тексас.

## Демографија
По попису из 2010. године број становника је 2.252.
| Група             | 2000.    | 2010.         |
| Белци             | 0 (0,0%) | 1.878 (83,4%) |
| Афроамериканци    | 0 (0,0%) | 95 (4,2%)     |
| Азијати           | 0 (0,0%) | 44 (2,0%)     |
| Хиспаноамериканци | 0 (0,0%) | 218 (9,7%)    |
| Укупно            | 0        | 2.252         |